# Onorificenze del Botswana
Elenco delle onorificenze e degli ordini di merito e cavallereschi distribuiti dal Botswana.

## Onorificenze
| Nastro | Onorificenza                                |
| ------ | ------------------------------------------- |
|        | Ordine presidenziale del Botswana           |
|        | Naledi ya Botswana                          |
|        | Croce di galanteria                         |
|        | Ordine presidenziale d'onore                |
|        | Ordine presidenziale al servizio meritevole |

## Medaglie militari e di benemerenza
| Nastro | Onorificenza                                                              |
| ------ | ------------------------------------------------------------------------- |
|        | Croce al valore della condotta                                            |
|        | Medaglia al coraggio per le forze di difesa                               |
|        | Croce alla leadership nella condotta                                      |
|        | Ordine al codice del dovere                                               |
|        | Medaglia al servizio militare                                             |
|        | Medaglia al servizio distinto                                             |
|        | Medaglia per lungo servizio                                               |
|        | Medaglia al coraggio per la polizia del Botswana                          |
|        | Distinguished Service Order per la polizia del Botswana                   |
|        | Medaglia al servizio meritevole della polizia del Botswana                |
|        | Medaglia al giubileo di servizio della polizia del Botswana               |
|        | Medaglia per lungo servizio e buona condotta della polizia del Botswana   |
|        | Medaglia del centenario della polizia del Botswana                        |
|        | Medaglia al coraggio per la polizia penitenziaria del Botswana            |
|        | Distinguished Service Order per la polizia penitenziaria del Botswana     |
|        | Medaglia al servizio meritevole della polizia penitenziaria del Botswana  |
|        | Medaglia al giubileo di servizio della polizia penitenziaria del Botswana |
|        | Medaglia di servizio meritevole per gli insegnanti del Botswana           |
|        | Medaglia del giubileo d'argento per gli insegnanti del Botswana           |
|        | Medaglia di lungo servizio per gli insegnanti del Botswana                |